# Philobrya
Philobrya is een geslacht van tweekleppigen uit de familie van de Philobryidae.

## Soorten
- Philobrya acutangula (Powell, 1935)
- Philobrya aequivalvis (Odhner, 1922)
- Philobrya antarctica (Philippi, 1868)
- Philobrya atlantica Dall, 1896
- Philobrya aviculoides (Vélain, 1877)
- Philobrya barbata Thiele, 1912
- Philobrya brattstromi Soot-Ryen, 1957
- Philobrya capillata Dell, 1964
- Philobrya crenatulifera (Tate, 1892)
- Philobrya crispa Linse, 2002
- Philobrya dupliradiata (Laws, 1941) †
- Philobrya francisensis (Cotton, 1931)
- Philobrya galerita Marwick, 1928 †
- Philobrya hamiltoni (Hedley, 1916)
- Philobrya inornata Hedley, 1904
- Philobrya insularis Soot-Ryen
- Philobrya kaawa (Laws, 1936) †
- Philobrya kerguelensis (E. A. Smith, 1885)
- Philobrya laevis Thiele, 1912
- Philobrya magellanica (Stempell, 1899)
- Philobrya meleagrina (Bernard, 1896)
- Philobrya modiolina (Vélain, 1877)
- Philobrya modiolus Suter, 1913
- Philobrya multistriata Lamy, 1908
- Philobrya munita (Finlay, 1930)
- Philobrya obesa (Powell, 1958)
- Philobrya olstadi (Soot-Ryen, 1951)
- Philobrya pinctada (Finlay, 1930)
- Philobrya pinctagrina (Laws, 1936) †
- Philobrya quadrata (Pfeffer in Martens & Pfeffer, 1886)
- Philobrya robensis (Cotton, 1931)
- Philobrya rubra (Hedley, 1904)
- Philobrya sculpturalis (Dell, 1956)
- Philobrya setosa (Carpenter, 1864)
- Philobrya sivertseni Soot-Ryen, 1960
- Philobrya sublaevis Pelseneer, 1903
- Philobrya tela (Laws, 1936) †
- Philobrya tumida Thiele, 1912
- Philobrya ungulata (Pfeffer, 1886)
- Philobrya waitotara (Laws, 1940) †
- Philobrya wandelensis Lamy, 1906
- Philobrya zearanea (Laws, 1941) †